# Barra sensore

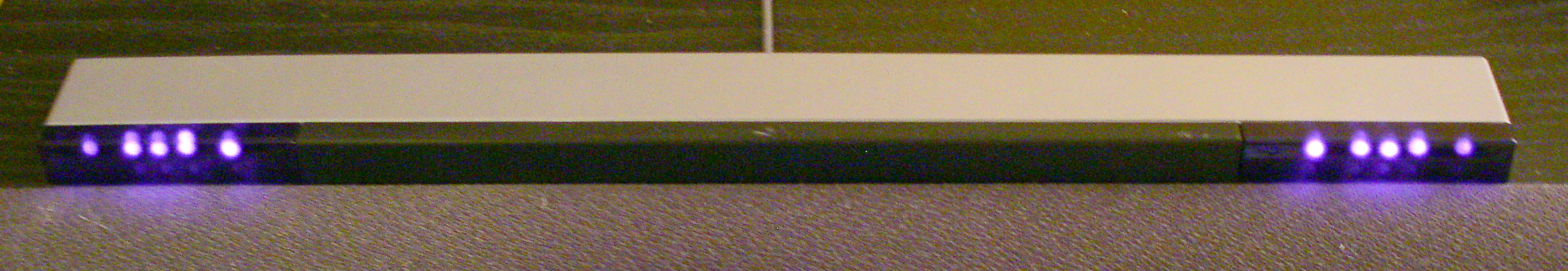
Barra sensore per Wii con i LED ad infrarossi visibili.

La barra sensore è un accessorio fondamentale delle console Wii e Wii U. Detta in inglese Wii Sensor Bar, è alimentata dal corpo della console tramite un sottile cavo e al suo interno contiene dieci LED ad infrarossi posti ad una certa distanza tra di loro, racchiusi in un involucro grigio che ha due aperture poste alle estremità e rivolte avanti, coperte da parti semitrasparenti nere da cui i LED sono visibili solo dal telecomando Wii.
Ogni lato della barra sensore contiene 5 LED, raggruppati secondo una configurazione LED-Spazio-LED-LED-LED-Spazio-LED.

## Funzionalità della barra sensore
La barra sensore è un componente fondamentale per gestire il puntamento del cursore su schermo del telecomando Wii.
Infatti, con le recenti TV LCD o al plasma, le vecchie pistole (come quelle ad esempio usate nei cabinati da bar) non funzionano, a causa del sistema di visualizzazione completamente diverso dove ogni frame viene visualizzato completamente nel singolo momento, e non più disegnato riga per riga.
La barra sensore può essere posta sia in basso che in alto rispetto al televisore e non è dipendente dalla dimensione dello schermo.
È comunque necessario che il telecomando Wii possa vedere senza problemi la barra (è importante inoltre che la barra sia posizionata esattamente sul bordo della superficie di appoggio).
Il telecomando Wii ha un campo di azione utile di 5 metri.
Una volta puntata la barra sensore, il sensore ottico PixArt del telecomando Wii calcola le due distanze m e mi, che poi il Wii elaborerà con la triangolazione che permette di ricavare la distanza tra il Wii e il telecomando Wii. Inoltre, con l'angolo dei due punti di luce (i LED della barra sensore) sul sensore di immagine del telecomando Wii può essere calcolata la rotazione dello stesso.

## Possibili problemi
Può capitare di avere problemi con la barra sensore nel caso si usino altre fonti di luci infrarosse come lampade a incandescenza o candele vicino alla barra sensore. Questo può essere risolto utilizzando lampade fluorescenti al posto di lampade ad incandescenza.